# 协助自杀
协助自杀（英語：assisted suicide），或稱加工自殺，是指在另一个人的协助下自杀。该术语有时特指“医生辅助自杀（physician-assisted suicide）”，指由医生或其他医疗保健提供者所协助的自杀。如果确定当事人的境况符合所在司法管辖区的相关协助自杀的法规，那么医生的协助通常仅限于为当事人所需的致死剂量药物提供处方。
目前情况下，在全球大多数的司法管辖区内，协助他人自杀是一种犯罪行为。支持协助自杀的人士希望那些帮助自愿自杀者的人可以免于故意杀人或类似罪名的刑事起诉。在某些情况下，某些国家或地区，例如：加拿大、比利时、荷兰、卢森堡、哥伦比亚、瑞士，以及美国和澳大利亚的部分地区的协助自杀行为是合法的。在大多数国家，想要以协助自杀方式死亡的人为了获得相应的司法援助资格是必须符合一些条件的，例如：罹患绝症；证明自己心智健全；自愿并反复表达他们的死亡愿望；并自己服用特定的致死剂量的药物。

## 术语定义
- 自杀：当事人杀死自己的行为。
- 协助自杀：任何人以任何形式在实质上帮助他人死亡的行为，例如提供设备或药物。
- 医生协助自杀：医生或医疗工作者“有意并故意向某人提供自杀所需的知识或（和）手段，这包括告知药物致死的剂量、提供致死药物的处方或药物本身”。[5]
- 安乐死（英語：euthanasia, mercy killing）：在有或没有征得当事人同意的情况下，将当事人杀害以阻止其继续受苦的行为。在征得当事人同意的情况下，被称之为“自愿安乐死”；而在没有征得当事人同意的情况下，则被称之为“非自愿安乐死”。杀死一个并不想死的当事人，或未能征得想死当事人的同意，都被视为是非自愿安乐死的刑事犯罪行为。
- 死亡权：这是指人们有权通过各种形式自杀，或以安乐死及拒绝治疗等手段寻求死亡的权力。

### 协助自杀或协助死亡
一些倡导协助自杀的人士强烈反对在提及医生协助自杀的时候使用“协助自杀”或“自杀”这样的词语；并且他们更喜欢“协助死亡”这个词语。这样做的动机是希望将那些通常意义上的自杀行为与那些罹患绝症并获得法律许可的行为相区隔。他们认为后者这些案例因为“自杀”这个词语而充满负面影响，因而无法反映那些绝症患者追求平和死亡的境况。

## 支持方

### 支持论点
支持协助自杀的一个论点就是它可以减少罹患晚期疾病患者的痛苦。当死亡迫在眉睫（半年甚至更短）的时候，患者可以选择将死亡作为一种医疗手段，以缩短患者所认为的无法忍受的死亡过程。但是在美国，疼痛却不是患者需求医生协助自杀的主要原因。2015年，俄勒冈州利用《尊严死亡法案》申请医生协助自杀的三个主要动机是：参与使生活变得愉快的能力下降（96.2%）；丧失自主权（92.4%）和丧失尊严（78.4%）

### 统计数据

#### 俄勒冈州数据
在对美国俄勒冈州临终关怀护士和社会工作者的一项调查中显示，在没有要求使用巴比妥类药品（主要用于医生协助自杀）等致命药品处方的姑息治疗患者中，疼痛、抑郁、焦虑、极端空气饥和对死亡过程的恐惧等症状更为明显。
专注于姑息治疗模式的《姑息医学期刊》的一份指出，俄勒冈州既是姑息治疗使用模式的最高四分位数；同时也是可能涉及姑息治疗使用模式的最低四分位数。相似的结果也出现在佛蒙特州，当该州于2013年开始授权使用协助自杀。
在俄勒冈州，医院的死亡率全美最大，而家庭的死亡率却是全美最高；同时，姑息治疗患者的暴力自杀率也在显著下降。
2016年2月，俄勒冈州政府发布了2015年数据。2015年，该州共有218人获准并获得致命药物以结束自己的生命。这218人中，最终有132人因罹患绝症而服用了药物并导致了他们的死亡。根据俄勒冈州公共卫生部门的调查显示，78%的参与者为65岁以上；93.1%的人为高加索人种；72%选择结束自己生命的人都被诊断为绝症并罹患某种形式的癌症。在俄勒冈州2015年的调查中，他们询问了参与医生协助自杀治疗的绝症患者，他们在临终前的关注点为：96.2%的人提到他们丧失了参加任何可以使他们获得快乐的生活活动；92.4%的人提到了丧失自主权，或丧失了他们思想或行为的自主性；75.4%的人表示丧失了尊严。

#### 华盛顿州数据
在华盛顿州，由于摄入了由医生开出的致死剂量药物而导致死亡的案例呈现上升趋势：从2009年的64人增加到2015年的202人。在这些死者中，72%的人罹患晚期癌症；8%的人罹患神经退行性疾病（例如：渐冻症）。

#### 全美民调
盖洛普调查机构有一项可以追溯到1947年的民意调查，该调查的问题是“如果某人罹患无法治愈的疾病，你是否认为病人或者他的家属可以要求医生应该通过一些无痛手段来终止病人的生命？”持续的统计结果数据显示，支持率从1947年的37%已经上升到1990年至2005年期间相对比较稳定的75%。但是如果将该问题进行修改，例如：将“无法治愈的疾病”修改为“严重的痛苦”；将“通常情况下允许医生”修改为“合法化”；将“医生管理下的安乐死”修改为“患者自杀”等，民众的支持率就会出现大幅度下降，支持率仅仅只有10%到15%。
《国家期刊》联合雷让斯基金会（Regence Foundation）进行的一项民意调查显示，美国俄勒冈州和华盛顿州居民对于“临终关怀”这个术语的熟悉程度要高于美国其他州；同时上述两州居民对于“临终关怀”及“姑息治疗”的认知程度也要高于其他州。
《姑息医学期刊》的一项调查发现，选择协助自杀的案例家庭相对在照顾病患的时候更容易去寻找积极意义，同时也比那些没有选择协助自杀的家庭更容易接受病患的死亡。

### 安全保障
目前现有的协助死亡或协助自杀的法律都包含旨在提供监督与调查的程序以防止被滥用的规定。这些规定包括对病患申请的资格和提供相关意见机构的资质的认证流程，以及医疗团队的强制性州级报告，和医疗委员会的监督。在俄勒冈州和其他州，至少必须有两名医生和两名其他证人提供证言来确定病患申请致命处方的请求没有被强迫或受到其他不当影响。
协助自杀的安全保障措施包括证明病患的入院资格和资质。申请者必须与两名医师会面，医师在继续做出诊断之前必须对病患的症状进行确认；在某些情况下，这种确诊还包括对病患的精神状态进行评估，以确定这个决定的确由病患自愿决定。接下来的步骤是两次口头的申请，同时两次申请的间隔必须相隔15天以上。最后必须由两个证人（其中一人不能为申请者家属）见证其书面申请，在接下来的申请等待期内，将由申请者的医师来决定是否开具包含致命药剂的处方。
但是，关于这些安全保障措施是否真的起到了效果，支持者和反对者之间有激烈的辩论。

### 宗教观点

#### 一神普救派
根据1988年一般决议，“一神普救派主张人拥有对死的自决权；对那些在适当措施保障下，应给予那些尊重并提供协助行使绝症患者选择自己死亡时间权力的人在民事或刑事上的司法豁免。”

### 支持机构
以下列举了一些主要支持协助自杀机构的观点。

#### 同情与选择
同情与选择组织是一个支持“临终协助自杀”的非营利机构，它们声称自己是全美最大的同类型非营利性组织。同情与选择组织的前身是1980年代成立的毒堇协会，后于2007年与濒死怜悯同盟（Compassion In Dying Federation）合并。该机构主要为患者提供法律援助以及“医疗协助自杀”的建议和信息。

#### 尊严死全国中心
尊严死全国中心是一家自1993年以来就持续存在的非营利性机构。该机构最引人瞩目的事迹是其为俄勒冈州1997年10月27日所颁布的《尊严死亡法案》的最初草案协助撰稿人和给法案通过的推动人之一。根据俄勒冈州、华盛顿州和佛蒙特州的相关规定，神智完全清醒并罹患绝症的成年患者可以决定他们是否接受包含致死药剂的处方，以便他们能够以人道、平和的方式走向死亡。

#### 尊严（瑞士）
瑞士尊严机构为瑞士本国公民及外国人提供协助自杀的建议及致命药物，但是法律上的先决条件是，申请者必须是罹患绝症，或身为无法忍受的无行动能力的残疾者，抑或正遭受无法抑制且无法忍受的痛苦。然而在实际操作中，它们也接受精神病患者或其他没有医疗证明的患者。在瑞士，每年通过协助自杀而辞世的人群当中，有25%的人其实并没有罹患绝症而只是“厌倦了生活”。例如：2014年3月27日通过协助自杀而去世的英国退休艺术教师，“（选择协助自杀的）部分原因在于她已经厌倦了充斥着电子邮件、电视、电脑和超市快餐的现代世界”。

## 医界态度
众所周知，无论是协助自杀还是安乐死，医生都必须在其中的全部过程或某些关键过程发挥作用，特别是从“医生协助自杀”这个名词可以看出。因此在讨论协助自杀问题的时候，通常都会将医生或专业医疗从业者置于最先讨论的范畴。根据最近几个十年的调查数据显示，美国及几个欧洲国家的医生对于医生协助自杀合法化的支持率要低于普通民众。在美国，“虽然自1970年代以来约有三分之二的民众”支持协助自杀合法化，但是对医生的调查却“很少显示支持率能超过一半”。不过，如下表所示，医生和其他专业医疗保健人士之间对于这个问题的看法还是有着一定差异的。
| 研究单位                   | 样本对象                           | 愿意协助医生辅助自杀 | 愿意协助医生辅助自杀 | 不愿意协助医生辅助自杀 | 不愿意协助医生辅助自杀 |
| -------------------------- | ---------------------------------- | -------------------- | -------------------- | ---------------------- | ---------------------- |
| 加拿大医学协会（2011年）   | 加拿大医学协会成员（样本数2125人） | 16%                  | 16                   | 44%                    | 44                     |
| 新英格兰医学杂志（1994年） | 华盛顿州医师（样本数938人）        | 40%                  | 40                   | 49%                    | 49                     |
| 新英格兰医学杂志（1996年） | 俄勒冈州医师（样本数2761人）       | 46%                  | 46                   | 31%                    | 31                     |

| 研究单位                     | 样本对象                       | 支持医生协助自杀合法化 | 支持医生协助自杀合法化 | 不支持医生协助自杀合法化 | 不支持医生协助自杀合法化 |
| ---------------------------- | ------------------------------ | ---------------------- | ---------------------- | ------------------------ | ------------------------ |
| Medscape伦理学报告（2014年） | 全美医师                       | 54%                    | 54                     | 31%                      | 31                       |
| 姑息治疗（2009年）           | 英国医疗从业者（样本数3733人） | 35%                    | 35                     | 62%                      | 62                       |
| 新英格兰医学杂志（1994年）   | 华盛顿州医师（样本数938人）    | 53%                    | 53                     | 39%                      | 39                       |

同时，不同领域的医生或医学专家对于医生协助自杀的态度也不一致。经过对全英姑息治疗委员会（National Council for Palliative Care）、耆英协进会、协助临终关怀组织（Help the Hospices）、麦克米伦癌症支持组织、英国运动神经元病协会、大不列颠多发性硬化症学会和苏莱德关怀机构等组织的3733名医学专家的调查，结果发现在姑息治疗和老年关怀领域的医师对于医生协助自杀的反对意见最大，超过90%的姑息治疗医师反对修改法律。
格拉斯哥大学医学法律与伦理研究所在1997年的一项调查显示，约有72%的药剂师和56%的麻醉师是支持医生协助自杀的。药剂师像全科医师那样认同一个观点，即“如果患者决定结束自己的生命，那么法律应该允许医师去提供帮助”。全国公共广播电台在2017年1月发布的一份报告显示，由于市政当局允许医师拒绝在美国境内协助自杀，这使得原本因为协助自杀合法化而获得相应资格的病患找不到合适的协助者。
英国的一项民意调查显示，54%的全科医师对引入协助自杀法律持支持或中立态度。而《英国医学期刊》发表的一项针对Doctors.net.uk用户的类似调查显示，55%的医生将支持协助自杀立法。但是代表英国医生的英国医学会则反对这样的立法。
2000年一项针对北爱尔兰地区全科医师的匿名、保密邮件调查显示，在回应调查的70%人员是反对医生协助自杀和自愿主动安乐死。

## 合法问题

各國的自殺法
自殺和协助自殺皆不合法
自殺合法，协助自殺非法
自殺和协助自殺皆合法

歐美部分國家或地區合法，亞洲尚無合法地區。

## 相关研究
荷兰卫生部、荷兰司法部以及荷兰皇家医学会批准了一项研究，旨在回顾医生辅助自杀的效果。这项研究分别在1990年、1991年、1995年和1996年在荷兰境内进行，调查共计搜集了649个案例。其中，114例是医生协助自杀，535例是安乐死。没有数据显示任何类别的并发症会在医生协助自杀案例中出现的比例高于安乐死。根据调查数据显示，约有32%的案例出现了并发症。其中，12%的案例出现死亡时间比预期长（超过45分钟到14天）；9%的案例出现服用的药物有问题；9%的案例出现当事人身体有不良反应（例如：恶心、呕吐、肌肉痉挛等）；2%的案例出现当事人从昏迷中苏醒。另在18%的案例中，由于医生协助自杀出现问题或失败，最终由医生提供了安乐死。
美国俄勒冈州波特兰的退伍军人事务医疗中心（Veterans Affairs Medical Center）与俄勒冈健康与科学大学（Oregon Health and Science University）精神病学系对58名计划接受医生协助自杀的抑郁症患者进行评估。在正在接受医生协助自杀的抑郁症患者中，有3人正出现临床症状。而参与该医疗项目的所有人都被确认过具有完全行为能力。由此，该调查的作者认为“……《（俄勒冈州）尊严死亡法案》可能无法保护一些受抑郁症影响的患者在获得致死药剂的处方时的权利”。
荷兰的一项针对罹患严重顽疾而试图寻求镇静剂病患的调查显示，大约只有9%的病患会在服用镇静剂之前寻求姑息治疗方案的咨询。
在1990年到1995年期间，荷兰的一个医生团体对那些给病患提供生命终止药物的医生进行了采访和研究。他们发现，在1990年到1995年期间，随着越来越多的病患选择将协助自杀作为自己的临终选择，因而使得生命终止药物的处方需求也略有上浮。1990年时，大约有486人选择协助自杀；而到1995年时，这个数字已经上升到1466人。根据对这些医生的采访显示，约有88%的患者向他们请求过提供生命终止药物；而也有77%的病患表示会在特定的时间选择使用。同时这个研究还发现，在未征得病患明确同意的情况下，约有0.7%的医生也给他们开具了生命终止药物。

## 流行文化

### 电影
| - 《超世纪谍杀案》 - 《死亡正确？》 - 《前往并离开》 - 《如何死在俄勒冈州》 - 《老爸的單程車票》 | - 《甜蜜天堂》 - 《百万美元宝贝》 - 《死亡医生的遗产》 - 《殺出個黃昏》 | - 《深海长眠》 - 《雨中的请求》 - 《自杀游客（The Suicide Tourist）》 - 《愛‧慕》 | - 《大卫·戈尔的一生》 - 《死亡医生》 - 《患难兄弟情》 - 《波米叔叔的前世今生》 - 《一切顺利》 |

### 电视剧
在美国电视剧《豪斯医生》里，有多集内容都提及到了协助自杀。在剧集“知情同意”里，剧中角色艾莉森·卡梅伦在患者得知自己罹患绝症后协助其死亡；而在剧集“已知的未知”里，肿瘤医师威尔森医生透露，他曾提供给一个癌症患者协助自杀的处方，他将患者的吗啡药量提高到了致死剂量以上；同时在剧集“理解”中，13显示他曾协助其哥哥自杀，因为他哥哥罹患亨廷顿氏病晚期，而他也因此被判滥用处方而入狱；并且在这同一集里，豪斯医生向他承诺，一旦他的亨廷顿氏病变得糟糕而不可控制时，他也会协助他自杀。
2020年台灣電視劇《做工的人》，主角阿祈因腦出血後半身不遂，請求弟弟阿欽以注射過量毒品結束自己的生命，阿欽給阿祈注射毒品之後，自己也注射毒品自殺。